# Soaken
Soaken of soaking is een christelijke vorm van meditatie die vooral voorkomt in charismatische kringen binnen de evangelische beweging.
Bij soaken wordt er christelijke – rustgevende – aanbiddingsmuziek afgespeeld op de achtergrond, de deelnemer kan daarbij op de grond gaan liggen maar blijven zitten of staan gebeurt ook. De soaker maakt zijn gedachten leeg en richt zich op God. Daarbij zou hij of zij als het ware doordrenkt worden met de Heilige Geest.
Het woord soaken is afkomstig uit het Engels en betekent zoveel als doordrenken of volzuigen. Vaak wordt de vergelijking gemaakt met een droge spons die je in het water houdt en zichzelf vol ‘soakt’ met water.
Soaken is een relatief nieuw fenomeen en is waarschijnlijk ontstaan in de jaren 1990 tijdens de Toronto Blessing. Daarna is het soaken door charismatische kerken en groepen overgenomen en uitgedragen. In Nederland hebben organisaties als TRIN en Soul Survivor een rol gespeeld bij de verspreiding van soaking.

## Kritiek
Er is kritiek op het verschijnsel soaken:
- De oefening zou veel meer gerelateerd zijn aan gebruiken binnen de New-agebeweging dan aan gebruiken binnen het historisch christendom.[3] Veel van de organisaties en leiders die het soaken breder onder de aandacht brengen geven dit ook toe, maar stellen dat er met de soakers wordt gebeden, waardoor het gevaar van "boze infiltratie" zou zijn geweken.[4]
- Het woord soaken, een synoniem ervan of een beschrijving van een soortgelijk fenomeen komen niet voor in de Bijbel.[4][5]
- Soaking zou er op gericht zijn om te luisteren naar wat de geest de persoon zelf laat zien. Het zou geen waarschuwing zijn over zonde die je moet belijden. Daarom is het volgens sommige orthodoxe christenen een dwaalleer.[3]